# دينيس ألين
دينيس ألين (بالإنجليزية: Dennis Allen)‏ هو مدرب رياضي أمريكي، ولد في 22 سبتمبر 1972 في هورست في الولايات المتحدة.